# 1962 у кіно

## Події
- 7-23 травня — 15-й Каннський міжнародний кінофестиваль, Канни, Франція.
- 23 червня-3 липня — 12-й Берлінський міжнародний кінофестиваль, Західний Берлін.
- 29 липня — 7-ма церемонія вручення кінопремії Давид ді Донателло, Таорміна, Італія.
- 25 серпня-8 вересня — 23-й Венеційський міжнародний кінофестиваль, Венеція, Італія.

## Фільми

### Зарубіжні фільми
- Вбити пересмішника / To Kill a Mockingbird (реж. Роберт Малліган)
- Мама Рома / Mamma Roma (реж. П'єр Паоло Пазоліні)
- Карнавал душ / Carnival of Souls (реж. Херк Харві)

### УРСР
- Королева бензоколонки
- Закон Антарктиди

## Персоналії

### Народилися
- 17 січня — Джим Керрі, канадсько-американський актор, продюсер, комік.
- 11 лютого — Степанков Костянтин Костянтинович, український і радянський кіноактор і режисер.
- 23 лютого — Олів'є Дюкастель, французький кінорежисер, сценарист.
- 24 лютого — Зубарева Марія Володимирівна, радянська і російська акторка.
- 21 березня — Метью Бродерік, американський актор театру та кіно, режисер.
- 12 травня — Плахотнюк Наталія Валерівна, українська акторка кіно та дубляжу.
- 3 липня:
  - Том Круз, американський актор, режисер, продюсер, сценарист.
  - Джоді Фостер, американська акторка, кінорежисерка та продюсерка.
- 31 липня:
  - Бондарчук Олена Сергіївна, радянська російська акторка театру і кіно.
  - Веслі Снайпс, американський актор, продюсер, майстер бойових мистецтв.
- 13 серпня — Соколов Андрій Олексійович, радянський і російський актор і режисер театру і кіно, телеведучий, продюсер, громадський діяч.
- 14 серпня — Стів Рівіс —  американський актор індіанського походження, найбільше відомий за роль Шепа Праудфута в оскароносному фільмі Фарго.
- 28 серпня — Девід Фінчер, американський кінорежисер і кліпмейкер.
- 12 вересня — Емі Ясбек, американська акторка.
- 25 жовтня — Девід Ферніш, канадський кінорежисер, кінопродюсер.
- 19 листопада — Джоді Фостер, американська акторка, кінорежисерка, продюсерка.
- 15 грудня — Угольников Ігор Станіславович, російський актор, кінорежисер, сценарист, продюсер, телеведучий і шоумен.

### Померли
- 10 січня — Коваль-Самборський Іван Іванович, радянський український актор.
- 13 січня — Смирнов-Сокольський Микола Павлович, радянський артист естради, письменник, бібліофіл і бібліограф, історик книги.
- 23 січня — Усовніченко Павло Андрійович, радянський російський актор театру і кіно українського походження.
- 9 лютого — Глен Кавендер, американський актор кіно.
- 24 березня — Чарльз Райснер, американський кінорежисер і актор.
- 10 квітня — Майкл Кертіс, угорсько-американський кінорежисер.
- 19 червня — Френк Борзейгі, американський кінорежисер та актор.
- 4 серпня — Мерилін Монро, американська кіноакторка, модель, співачка, кінорежисерка та автобіографістка.
- 1 вересня — Флоренс Лі, американська акторка німого кіно.
- 19 вересня — Микола Погодін, радянський сценарист і драматург.
- 6 жовтня — Тод Броунінг, американський кінорежисер, актор і сценарист.
- 8 листопада — Вілліс Гарольд О'Браєн, американський аніматор та режисер.
- 23 листопада — Антонов Олександр Павлович, радянський актор театру і кіно.
- 15 грудня — Чарльз Лотон, британський та американський актор, сценарист, кінопродюсер та режисер.
- 17 грудня — Томас Мітчелл, американський актор.